# رین تین تین

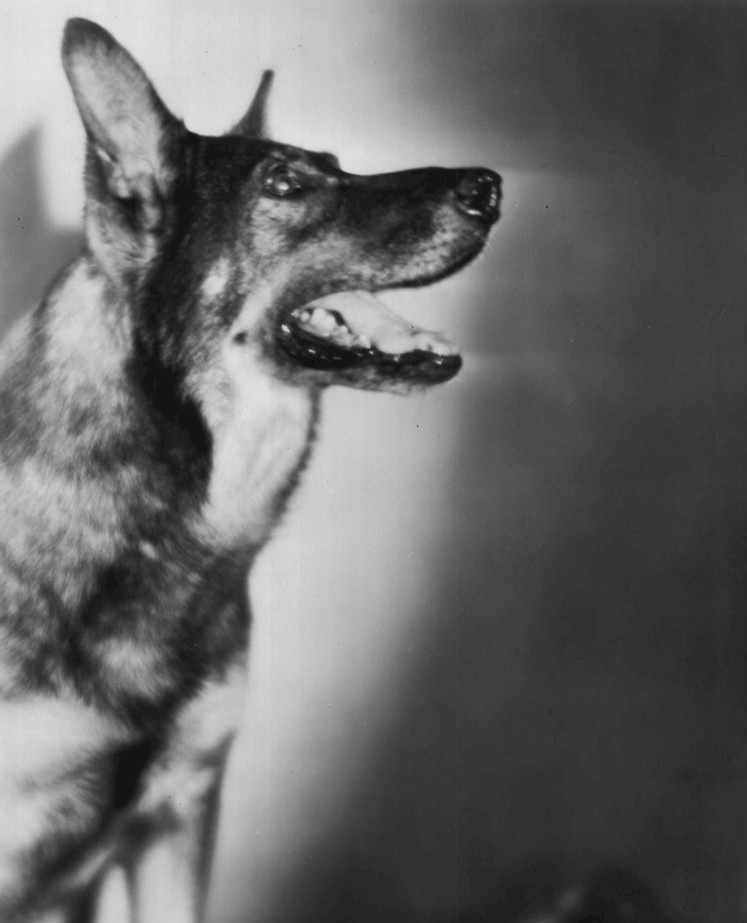
رین تین تین (۱۹۲۹)

رین تین تین (انگلیسی: Rin Tin Tin؛ ‏ سپتامبر ۱۹۱۸–۱۰ اوت ۱۹۳۲) یک سگ نر ژرمن شپرد بود که به یک ستارهٔ بین‌المللی سینما مبدل شد.
یک سرباز آمریکایی به نام «سرجوخه لی دانکن» که اسلحه‌دارباشی بنگاه هوایی ارتش ایالات متحده آمریکا بود، در جریان جنگ جهانی اول این سگ را در زادگاهش در کمون فلیره در کشور فرانسه پس از یک بمباران سنگین نجات داده و با خود به آمریکا آورده بود. او سپس برای رین تین تین کاری در سینما پیدا کرد و این سگ نخستین بار در سال ۱۹۲۳ در یک فیلم صامت در کنار کلیر آدامز ظاهر شد که با موفقیت فراوانی روبرو شد و رین تین تین پس از آن در ۲۷ فیلم دیگر سینمای هالیوود نقش‌آفرینی نمود. در واقع به واسطه این سگ و استرانگ‌هارت بود که نژاد ژرمن شپرد در آمریکا محبوبیت یافت. سود سرشار حاصله از فیلم‌هایی که این سگ بازی کرده بود سبب موفقیت استودیوهای برادران وارنر و پیشرفت شغلی داریل اف. زانوک شد.
معروف است که در جریان رقابت‌های جوایز اسکار در سال ۱۹۲۹، آکادمی علوم و هنرهای سینما تصمیم داشت جایزه اسکار بهترین بازیگر مرد را به «رین تین تین» بدهد، اما برای حفظ اعتبار خود، از این تصمیم صرف نظر نموده و این جایزه را به بازیگر آلمانی امیل یانینگز داد. نویسنده مشهور آمریکایی سوزان اورلئان در کتابش «رین تین تین: زندگی و افسانه» این روایت را صحیح و واقعی دانسته‌است.
پس از مرگ رین تین تین در لس آنجلس در سال ۱۹۳۲، نامش را بر روی چند سگ بازیگر دیگر هم نهادند؛ از جمله «رین تین تین جونیور» که در فیلم‌های قانون وحش، ماجرای پرشور هالیوود  و تست بازی کرد و در سال ۱۹۴۱ در اثر سینه‌پهلو درگذشت، «رین تین تین سوم» که سبب ترویج استفاده نظامی از سگ‌ها در طول جنگ جهانی دوم شد و در یک فیلم در سال ۱۹۴۷ با رابرت بلیک همبازی شد و سرانجام «رین تین تین چهارم» که در دههٔ ۵۰ میلادی در سریال تلویزیونی ماجراهای رین تین تین بازی کرد، اما عملکردش چنان ضعیف بود که مجبور شدند او را با یک سگ دیگر به نام «فِـلِـیم جونیور» جایگزین کنند و رین تین تین چهارم در ریورساید، کالیفرنیا خانه‌نشین شد.
در ایالات متحده آمریکا، مرگ او واکنش ملی را برانگیخت. برنامه‌های عادیِ در حالِ پخش، با یک اعلام «خبری فوری» قطع شد. روز بعد یک ویژه‌برنامهٔ یک ساعته دربارهٔ رین تین تین پخش شد. از رین تین تین طی مراسمی در ۸ فوریه ۱۹۶۰، با اهدای یک ستاره در پیاده‌روی مشاهیر هالیوود در شمارهٔ ۱۶۲۷ خیابان واین تجلیل شد.